# Kirkestaten
Kirkestaten (latin Patrimonium Petri), samlet udtryk for de pavelige besiddelser "patrimonierne", men oftere betegnelse for det store område i Mellemitalien som paven før styrede som verdslig hersker.
Kirkestaten opstod i 700-tallet og bestod til 1870, da den opslugtes af den nydannede stat, Kongeriget Italien. 

## Historie
I 1870 under Den fransk-preussiske krig blev kirkestaten efterladt forsvarsløs af de tidligere franske beskyttere, da soldaterne blev trukket hjem til Frankrig, blev Kirkestaten invaderet af Kongeriget Italien, der indlemmede de pavelige besiddelser i landet. Frem mod 1929, hvor Laterantraktaten blev indgået, var paven "Fange i Vatikanet" uden land. I 1929 blev Vatikanstaten dannet som en enklave i Italien.